# Brian Lacey
bł. Brian Lacey (zm. 10 grudnia 1591 w Londynie) – angielski szlachcic, męczennik prześladowań antykatolickich czasów reformacji. Stracony w Londynie na drzewie Tyburn.
Beatyfikowany 15 grudnia 1929 roku przez papieża Piusa XI.